# Latitik
Latitik is een bestuurslaag in het regentschap Simeulue van de provincie Atjeh, Indonesië. Latitik telt 146 inwoners (volkstelling 2010).